# Портобелло
Портобелло (англ. Portobello; ірл. Portobello, «прекрасна бухта») — міський район Дубліна в Ірландії, знаходиться в адміністративному графстві Дублін (провінція Ленстер).
На початку свого існування Потобелло був невеличким передмістям Дубліна, перші згадки про якого з'являються в 17-18-му століттях. Згодом, сільськогосподарські угіддя і приміські садиби перетворили на типове житло Вікторіанської епохи — середні за розмірами будинки з червоної цегли для проживання середнього (робітничого) класу.
В 19 столітті Портобелло приваблює багатьох заможних сімей, члени яких відігравали важливу роль у політиці, мистецтві та науці. В кінці століття відбувся приплив євреїв, біженців від погромів у Східній Європі. Тому цей район отримав прізвисько «Маленький Єрусалим».
Нині це частина Дублін 8.